# Namgung Min
Namgung Min (hangul: 남궁민, handzsa: 南宮珉; 1978. március 12.–) dél-koreai színész, leginkább negatív karakterszerepeiről ismert. Olyan filmekben szerepelt, mint az A Dirty Carnival (2006), valamint olyan sorozatokban, mint a Can You Hear My Heart? (2011), The Girl Who Sees Smells (2015), a Remember - War of the Son (2015-2016), valamint a Minjo Kong Simi (2016).

## Élete és pályafutása
Namgung a Csungang (Jungang) Egyetem gépészmérnöki szakán tanult, de saját elmondása szerint nem volt jó matematikából, ezért úgy érezte, nem neki való ez a szakma. A színészet felé fordult, 1999-ben díjat nyert VJ-ként. Első sorozata a Daebak Family volt 2002-ben. 2015-ben rendezőként is kipróbálta magát a Light My Fire című rövidfilmben.

## Filmográfia

### Televíziós sorozatok
| Év        | Cím                                             | Szerep                                              | Csatorna  |
| --------- | ----------------------------------------------- | --------------------------------------------------- | --------- |
| 2002      | Daebak Family                                   | Namgung Min                                         | SBS       |
| 2003      | Rose Fence                                      | Han Donghjon (Han Dong-hyeon)                       | KBS2      |
| 2003      | Drama City "To William"                         | Jun Dzsunho (Yun Jun-ho)                            | KBS2      |
| 2003      | Wedding Story "My Love My Oppa]"                | Szongszu (Seong-su)                                 | KBS2      |
| 2003      | Pearl Necklace                                  | Hvang Dzsunho (Hwang Jun-ho)                        | KBS2      |
| 2003      | HDTV Literature "Mould Flower"                  | Kihun (Gi-hun)                                      | KBS1      |
| 2004      | Drama City "After Love"                         | Undzse (Eun-jae)                                    | KBS2      |
| 2004      | My Lovely Family                                | An Dzsinguk (Ahn Jin-guk)                           | KBS1      |
| 2005      | My Rosy Life                                    | Ph.D Csi (Ji)                                       | KBS2      |
| 2006      | One Fine Day                                    | Kang Dongha                                         | MBC       |
| 2010      | Becoming a Billionaire                          | Cshu Unszok (Chu Un-seok)                           | KBS2      |
| 2011      | Can You Hear My Heart?                          | Csang Dzsungha/Pong Maru (Jang Jun-ha/Bong Ma-ru)   | MBC       |
| 2012      | Drama Special "Still Picture"                   | Kim Hjonszu (Kim Hyeon-su)                          | KBS2      |
| 2012      | Cheongdam-dong Alice                            | Szo Incshan (So In-chan) (vendégszereplő, 1-3 rész) | SBS       |
| 2013      | Hur Jun, the Original Story                     | Ju Dodzsi (Yu Do-ji)                                | MBC       |
| 2013      | Unemployed Romance                              | Kim Dzsongde (Kim Jong-dae)                         | E Channel |
| 2014      | I Need Romance 3                                | Kang Thejun (Kang Tae-yun)                          | tvN       |
| 2014      | Wild Chives and Soy Bean Soup: 12 Years Reunion | Ju Dzsunszu (Yu Jun-su)                             | jTBC      |
| 2014      | My Secret Hotel                                 | Cso Szonggjom (Jo Seong-gyeom)                      | tvN       |
| 2015      | The Girl Who Sees Smells                        | Kvon Dzsehi (Kwon Jae-hee)                          | SBS       |
| 2015-2016 | Remember – War of the Son                       | Nam Gjuman (Nam Gyu-man)                            | SBS       |
| 2016      | Minjo Kong Simi                                 | An Danthe (Ahn Dan-tae)                             | SBS       |

### Filmek
| Év   | Cím                         | Szerep                           | Megjegyzés                          |
| ---- | --------------------------- | -------------------------------- | ----------------------------------- |
| 2001 | Bungee Jumping of Their Own | Kim Szongcshol (Kim Seong-cheol) |                                     |
| 2002 | Bad Guy                     | Hjonszu (Hyeon-su)               |                                     |
| 2006 | A Dirty Carnival            | Minho                            |                                     |
| 2007 | Beautiful Sunday            | Minu                             |                                     |
| 2015 | Light My Fire               |                                  | rövidfilm; forgatókönyvíró, rendező |
| 2016 | Moonlit Motive              | Chowbei                          | kínai film                          |